# Thérapeutique dentaire
Il existe plusieurs thérapeutiques dentaires :
- L'odontologie conservatrice, ou dentisterie opératoire, vise à stopper les caries et à restaurer les pertes de substance.
- La parodontie, ou parodontologie, vise à soigner le parodonte, ou ensemble des tissus de soutien de la dent (gencive, cément radiculaire, os alvéolaire, ligament alvéolodentaire ou ligament parodontal ou ligament périodontal).
- La prothèse est la science qui étudie les moyens de restaurer l'organe dentaire délabré ou de remplacer les dents absentes.
- L'orthodontie, ou orthopédie dento-faciale (ODF), qui pour but de corriger les anomalies de positions des dents, de formes des arcades dentaires supérieures et inférieures et, éventuellement, leurs rapports physiologiques via la science de l'occlusion dentaire.
- La science de l'occlusion dentaire traite les dysfonctions de l'appareil manducateur ou syndrome algodysfonctionnel de l'appareil manducateur (SADAM). C'est une discipline en pleine révolution et qui devient de plus en plus importante dans les consultations dentaires.
- Certains acouphènes peuvent se dissiper lors du traitement des dysfonctions manducatrices.
- Le traitement du ronflement et de l'apnée du sommeil par une augmentation de la hauteur clinique des dents, voire avec une orthèse d'avancée mandibulaire, est du domaine de la dentisterie générale, éventuellement en coopération avec d'autres disciplines médicales.
- Quand le volume de l'os alvéolaire le permet, l'implantologie remplace les organes dentaires perdus par des racines artificielles, ou implants, « vis » ou autres, en titane commercialement pur (99,5 %), un matériau biocompatible et ostéointégrable.
- La petite chirurgie buccale s'occupe des extractions dentaires, de l'ablation des kystes, tumeurs et défauts acquis ou congénitaux de la cavité buccale. En marge de la dentisterie générale, la chirurgie maxillofaciale (CMF) s'étend seulement aux corrections des malpositions graves maxillo-mandibulaires.